# Matateu
Sebastião Lucas da Fonseca dit Matateu (né le 26 juillet 1927 à Lourenço Marques, aujourd'hui Maputo au Mozambique, ancienne colonie portugaise et mort le 27 janvier 2000 à Victoria au Canada), fut le premier grand joueur de football portugais d'origine mozambicaine, avant l'arrivée d'Eusébio (ils ne joueront jamais ensemble car ce dernier débutera à la fin de la carrière de Matateu).
Comme lui, il fut un grand buteur, pour Belenenses et l'équipe nationale. En matière de longévité, il est considéré comme le Stanley Matthews portugais, car il joua jusqu'à ses 50 ans.

## Biographie
Il est le frère de Vicente Lucas.
Il commence par jouer au Mozambique, dans des équipes locales, João Albasini, 1 º de Maio et Manjacaze. 
Il est découvert par un ancien joueur de Belenenses, qui le fait signer en 1951. 
Il joue donc pour Belenenses, 3e meilleure équipe de Lisbonne, après Benfica et Sporting, entre 1951/52 et 1963/64, devenant deux fois meilleur buteur du championnat. 
Il joue 27 fois et inscrit 10 buts pour le Portugal, entre 1952 et 1960. Son dernier match est lors de l'Euro 1960, en quarts-de-finale contre les Yougoslaves à l'âge de 32 ans. Le Portugal gagne 2–1, puis perd 5–1 au retour. 
Il quitte ensuite Belenenses à une période difficile de sa carrière, et signe à l'Atlético Portugal (2e division) en décembre 1964. Il les fait remonter en 1re division la saison suivante. Il quitte ensuite l'Atlético pour le CD Gouveia en 1967/68, et il va à Amora FC en 1968/69 à 41 ans. Avec Amora, il est champion de district et les fait monter en 3e division. En 1970/71, il part au Canada où il joue jusqu'en 1977/78 à 50 ans. Il finit donc sa longue carrière.